# 五窮六絕七翻身
五窮六絕七翻身 “May is poor, June is bleak, and July will turn around”是香港股市在1980年代至今的一個都市傳說，是當時的經濟分析員在參考過歷年香港股市的升跌而得出的結論。結論指：股市在每逢5月時都會開始跌市，到了6月更會大跌，但到了7月，股市卻會起死回生。出現此現象是因為香港大多數公司在3月公佈年結業績，之後派息除淨。所以到了5月時，由於大多數公司都已經派息除淨，股價自然會下跌，直到暑假後股友期待中期業績為止。美國股市同類理論叫。
根據1992年至2011年的恒生指數走勢，20個5月升市跌市各佔一半，6月也是差不多情況，即使5月和6月是跌市，7月也不一定是升市，「五窮六絕七翻身」之說法被認為不準確。

## 預防措施
由於此「預言」在發表之後數年都繼續出現，使當時不少小股友都對這個傳說深信不疑。到了1990年代中後期，開始有人以各種方式來「預防」此現象。「預防措施」包括在踏入3月之前，賣出手上高價股票，並於6月之時大手購入各種低價優質股票，結果使此種升跌周期不斷提早出現。

## 其他適用範圍
五窮六絕七翻身亦被使用作形容香港電影票房，因為當時學生佔票房收入中很大比例；由於五月正值舉行香港最大型公開考試——香港中學會考，而六月更是各中小學年終考試的日子，所以電影票房亦隨之下跌。而七月初考試完畢，七月中期暑假開始，學生開始外出活動，電影票房收入亦隨之增加。
- 聖誕鐘買匯豐
- 五窮六絕七上吊：台灣電子製造業形容淡季業績，有時也會反映到台灣股市表現上。
- 三窮四掘五死六翻身：中國農業傳統生態循環[3]。